# تپه شهاب‌الدین
تپه شهاب الدین مربوط به دوران‌های تاریخی پس از اسلام است و در شهرستان قروه، روستای شهاب الدین واقع شده و این اثر در تاریخ ۲۵ اسفند ۱۳۷۹ با شمارهٔ ثبت ۳۵۹۳ به‌عنوان یکی از آثار ملی ایران به ثبت رسیده است.